# John Jock Young
Jock Young, de son vrai nom John Young, mort le 5 juillet 2005, est un écossais militant sourd au niveau mondial et l'ancien président de l'Union européenne des sourds.

## Biographie
John étudie à l'école Glasgow Deaf and Dumb Institution. À la sortie de l'école, il voulait être un ingénieur électricien mais il est forcé de travailler dans l’atelier des cordonniers pour les sourds.
En 1983, John est le premier président sourd de l'Association des sourds britanniques,. En 1985, l'European Community Regional Secretariat est créé par l'idée d'Arthur Verney et Jock Young, les membres de l'association British Deaf Association[réf. souhaitée].

### Vie privée
Jock Young partage sa vie avec sa femme Lilian Lawson,.

## Parcours dans la vie politicienne
- Président de l'Association des sourds britanniques : 1983-?
- Présidente de la Union européenne des sourds : 1985-1989